# Шон Кингстон
Кишон Пол Андерсон (енгл. Kisean Paul Anderson; 3. фебруар 1990), познатији као Шон Кингстон (енгл. Sean Kingston), амерички је певач. Прославио се као тинејџер песмама Beautiful Girls, Fire Burning и Eenie Meenie.

## Дискографија
- Sean Kingston (2007)
- Tomorrow (2009)
- Back 2 Life (2013)
- Deliverance (2021)